# Hylde-familien
Hylde-familien (Sambucaceae) blev i Cronquists system en del af Gedeblad-familien (Caprifoliaceae).
I nuværende system er slægten Hyld (Sambucus) placeret i Desmerurt-familien (Adoxaceae).
- Hyld (Sambucus)
  - Almindelig Hyld (Sambucus nigra)
  - Drue-Hyld (Sambucus racemosa)